# P-Code
P-Code ist der Befehlssatz einer Pseudo-Maschine (oder P-Maschine), also einer virtuellen CPU, die P-Code als Maschinensprache ausführt. Der P-Code war ein Computer- bzw. CPU-unabhängiger Code und war Teil der Entwicklungsumgebung UCSD Pascal. Die Umsetzung in die Maschinensprache der CPU erfolgt durch den Interpreter der P-Maschine. Man kann den P-Code und das Konzept der virtuellen Maschine als geistigen Vorläufer der heutigen Java Virtual Machine betrachten.

## Plattformen
Durch die Unabhängigkeit von bestimmten Rechnerarchitekturen konnte das P-System auf verschiedenste Plattformen portiert werden:
- 6502 (Apple II, CBM-8000-Serie, BBC Micro)
- DEC LSI-11
- DEC PDP-11
- Zilog Z80 (CP/M-Systeme)
- Motorola 68000
- Intel 8086 (IBM PC)
- Texas Instruments TMS9900 (TI99)

## Funktionsumfang der P-Maschine
- Adressierung von Variablen, Strings, Byte-Arrays
- Logische Verknüpfungen und Vergleiche
- Arithmetik mit Konstanten und Variablen der Typen Integer, Real, Set, Array, String
- Verzweigungen, Sprünge
- Prozedur- und Funktionsaufrufe
- Overlay-Prozeduren
- Systemfunktionen und -prozeduren

## Register des Emulators
Die P-Maschine ist eine 16-Bit-Maschine; der Adressraum ist damit auf 64 KiB beschränkt. Sie ist aber in der Lage, mehrere Adressräume zu verwalten, beispielsweise 128 KiB in Version IV. Zur Emulation des P-Codes dienen folgende Register (Pointer):
| SP:   | Stack-Pointer               | Zeiger auf das oberste Wort im Stack. Dient der Parameterübergabe und als Operandenquelle für den Interpreter. |
| IPC:  | Interpreter Program Counter | Adresse der nächsten P-Code-Instruktion im Codesegment der aktuellen Prozedur                                  |
| SEG:  | Segment Pointer             | Zeiger auf das Prozedurverzeichnis des aktuellen Segments                                                      |
| JTAB: | Jump Table Pointer          | Zeiger auf die Sprungtabelle des aktuellen Segments                                                            |
| KP:   | Program Stack Pointer       | Zeiger auf das Ende des Programm-Stacks                                                                        |
| MP:   | Markstack Pointer           | Zeiger auf den Aktivierungs-Record der aktuellen Prozedur zum Zugriff auf die lokalen Variablen                |
| NP:   | New Pointer                 | Zeiger auf das Ende des dynamischen Heaps                                                                      |
| BASE: | Base Procedure              | Zeiger auf den Aktivierungs-Record der Basis-Prozedur zum Zugriff auf die globalen Variablen                   |

## P-Code (Befehlssatz der P-Maschine)
Der Befehlscode der Pseudo-Maschine ist ein oder zwei Byte lang und wird von bis zu vier Operanden gefolgt. Es gibt folgende Befehlsklassen:
- 1-Wort-Transportbefehle
- Mehr-Wort-Transportbefehle
- Byte-Array-Behandlung
- String-Behandlung
- Record und Array-Behandlung
- Dynamische Speicherallokation
- Arithmetik-Befehle
- Sprungbefehle
- Prozedur- und Funktionsaufrufe
- Unterstützungs-Routinen

## Verbindung zwischen P-Maschine und Betriebssystem
Das UCSD-Pascal-Betriebssystem und die virtuelle P-Maschine tauschen Informationen über die Systemvariable SYSCOM aus. Diese befindet sich im äußeren Block des Betriebssystems. Dieser Speicherbereich ist der P-Maschine „bekannt“.

## P-Code-Beispiel
Auszug aus einem Disassembler-Listing:
```

Attribute Table
-------------------------
Procedure No.:   37
Lex Level:        0
EnterIC:         54
Exit IC:          7
Parameter Size:   0 words
Data Size:        2 words
-------------------------
Block No:|58
Block Offset:|132

Offset P-Code             Hex-Code
     0 CBP     36         C224
     2 LOD      1     1   B60101
     5 SRO      1         AB01
     7 SLDO1              E4
     8 INC     31         A21F
    10 SRO      2         AB02
    12 SLDC3              03
    13 CSP   UNITCLEA     9E26
    15 SLDO2              E9
    16 INC 1              A201
    18 SLDC8              08
    19 SLDC0              00
    20 LDP                BA
    21 SLDC0              00
    22 NEQI               CB
    23 FJP     36         A10B
    25 SLDC3              03
    26 SLDO2              E9
    27 INC      1         A201
    29 SLDC8              08
    30 SLDC0              00
    31 LDP                BA
    32 CBP     52         C234
    34 UJP     45         B909
    36 SLDC6              06
    37 SLDD02             E9
    38 INC      4         A204
    40 SLDC8              08
    41 SLDC8              08
    42 LDP                BA
    43 CBP     52         C234
    45 RBP      0         C100

```

In UCSD-Pascal sieht die Prozedur so aus:
```
PROCEDURE
 
CLEARSCREEN
;
                
(*Bemerkung*)

  
BEGIN
 
HOMECURSOR
;
                   
(*Offset  0*)

    
WITH
 
SYSCOM
^,
CRTCTRL
 
DO
           
(*Offset 10*)

      
BEGIN

        
UNITCLEAR
(
3
)
;
                 
(*Offset 13*)

        
IF
 
ERASEEOS
 
<>
 
CHR
(
0
)
 
THEN
    
(*Offset 23*)

          
PUTPREFIXED
(
3
,
ERASEEOS
)
     
(*Offset 32*)

        
ELSE
                          
(*Offset 34*)

          
PUTPREFIXED
(
6
,
CLEARSCREEN
)
  
(*Offset 43*)

      
END

END
 
(*CLEARSCREEN*)
 
;
                 
(*Offset 45*)

```